# لينغي (فلم)
لينغي: العلاقات المُقدسة (بالفرنسية: Lingui, les liens sacrés)، هُو فيلم دراما صدر سنة 2020، أُنتج بشكل مُشترك بين عدة دول وأخرجه وكتب نصه المُخرج محمد صالح هارون. في يونيو 2021، اختير الفيلم للتنافس على السعفة الذهبية خلال دورة سنة 2021 من مهرجان كان السينمائي.

## القصة
في ضواحي مدينة انجمينا عاصمة تشاد، تعيش أمينة رُفقة ابنتها ماريا التي تبلغ من العمر 15 سنة لوحدهما. ينهار عالم أمينة تماما بعد اكتشافها لحمل ابنتها، خُصوصا وأن هذه الأخيرة قررت إجهاضه.

## طاقم التمثيل
- أباكار سليمان في دور أمينة.
- ريهان خليل آليو في دور ماريا.
- يوسف دجاورو في دور إبراهيم.

## الصدور
بعد عرضه الأولي في مهرجان كان السينمائي، حصلت منصة موبي ‏ على حقوق توزيع الفيلم في كُل من الولايات المتحدة والمملكة المتحدة وتركيا وأمريكا اللاتينية وآيرلندا.

## وصلات خارجية
- مقالات تستعمل روابط فنية بلا صلة مع ويكي بيانات